# Archiearides pusilla
Archiearides pusilla är en fjärilsart som beskrevs av Butler 1803. Archiearides pusilla ingår i släktet Archiearides och familjen mätare. Inga underarter finns listade i Catalogue of Life.